# Дальнее Ляпино
Дальнее Ляпино — село в составе Латненского сельского поселения Семилукского района Воронежской области.

## География
Находится в 3 км от посёлка городского типа Латная и в 10 км от районного центра города Семилуки. Село располагается на реке Гнилуша, притоке Ведуги.

## Население
| 2010 |
| ---- |
| 247  |

В 2005 году в селе проживало 237 человек.

## Транспорт
Через село проходит асфальтированная автомобильная дорога Латная — Нижняя Ведуга. Ежедневно через Дальнее Ляпино проходит множество автобусов, соединяющих его с Семилуками и Воронежем.

## Социальная сфера
В селе работает магазин.